# Gagrellula montana
Gagrellula montana is een hooiwagen uit de familie Sclerosomatidae.